# Jérôme Declercq
Jérôme Declercq, né le 30 octobre 1899 à Mullem (section de la ville d'Audenarde) et mort le 12 mai 1939 à Hermelgem (section de la ville de Zwalin), est un coureur cycliste belge, professionnel de 1925 à 1931.

## Palmarès
- 1923
  - 3e du Circuit minier et métallurgique du Nord
- 1925
  - 2e de À travers les Hauts-de-France
- 1926
  - Paris-Cambrai
- 1927
  - Paris-Cambrai
  - À travers les Hauts-de-France
  - Lille-Dunkerque-Lille
  - Paris-Lens
  - 3e de Paris-Douai
- 1928
  - Paris-Hénin Liétard
  - Lille-Dunkerque-Lille
  - Paris-Montigny-en-Gohelle
  - Paris-Douai
  - 2e de Paris-Lens
- 1929
  - 3e étape du Critérium des Aiglons
  - 2e du Critérium des Aiglons
  - 3e de Paris-Montigny-en-Gohelle
- 1932
  - 2e de Paris-Valenciennes

## Résultats sur le Tour de France
1 participation
- 1930 : abandon à la 7e étape